# Arroyo del Tala (Arroyo Itapebí Grande)
El arroyo del Tala es un curso de agua uruguayo que atraviesa el departamento de  Salto perteneciente a la cuenca hidrográfica del Río de la Plata.
Nace en la Cuchilla del Daymán y desemboca en el arroyo Itapebí Grande tras recorrer alrededor de  23 km.